# Karaxú
Karaxú fue un grupo musical chileno fundado en París, Francia en 1974, conformado inicialmente por Patricio Manns, Franklin Troncoso, Mariana Montalvo, Bruno Fléty, Eduardo Larraín y Eduardo Sarue. Los integrantes formaron el conjunto después del Golpe de Estado en Chile de 1973 y mientras estaban en el exilio, con el propósito de apoyar la resistencia musical a la dictadura militar en Chile.

## Integrantes
Sus integrantes han sido:
- Patricio Manns, voz, guitarra (1974 - 1975)
- Carlos Smith, guitarra y charango, voz (1974-1975)
- Franklin Troncoso, guitarra, tiple, quena, voz(1974 - 1990)
- Bruno Fléty, quena, zampoña, tarka (1974 - 1990)
- Eduardo Sarue, percusiones(1974 - 1975)
- Mariana Montalvo, voz, guitarra (1974 - 1975)
- Eduardo Larraín, charango (1974 - 1975)
- Simón Morales, percusión, voz(1976 - 1990)
- Philippe Jobet, guitarra, tiple, charango, cuatro (1976 - 1990)
- Rosalía Martínez guitarra, voz (1976 - 1990)
- Luis Pradenas (1985 - 1990)
- Fernando Muñoz (1985 - 1990)

## Discografía
Álbumes en Estudio
- 1974 - Chants de la résistance populaire chilienne (Canciones de la Resistencia Popular Chilena)
- 1977 - ¡Karaxu!
- 1979 - ¡Karaxú!

Álbumes en Directo
- 1975 - Karaxú